# Курт Фулер
Курт Фулер (енгл. Kurt Fuller; рођен 16. септембра 1953. Сан Франциско, Калифорнија) амерички је позоришни, филмски и ТВ глумац и редитељ.
На великом платну дебитовао је у филму Тркач. Фулер је постао познат по улози телевизијског редитеља Расела Финлија у филму Вејнов свет.
Фулер је познати и по улогама градоначелниковог помоћника Џека Хардемајера у Истеривачи духова 2, шерифа Берка у Мрак филм, Роберта Линдзија у серији Алијас, Сема Кларка у Реј и Анђела, Закараја у телевизијској серији Ловци на натприродно.